# ESP8266
L’ESP8266 est un circuit intégré à microcontrôleur avec connexion Wi-Fi développé par le fabricant chinois Espressif Systems .
En août 2014, les passionnés d’électronique commencent à s’intéresser à la version ESP-01 de ce circuit intégré produite par une entreprise tierce, AI-Thinker. Celui-ci, de taille réduite, permet de connecter un microcontrôleur à un réseau Wi-Fi et d’établir des connexions TCP/IP avec des commandes Hayes. La traduction progressive de la documentation (à l'origine uniquement en chinois) motivée par le bas prix du circuit a permis le développement d'une communauté de développeurs et de passionnés de l'ESP8266.
Fin octobre 2014, Espressif propose un kit de développement logiciel (SDK) permettant de programmer le circuit sans recourir à l’utilisation d’un microcontrôleur additionnel. Depuis, Espressif a sorti quantité de nouvelles versions du SDK et ce sous deux variantes : une basée sur FreeRTOS et une autre basée sur les fonctions de rappel (callbacks).
Fuzix OS, un Unix très léger développé par Alan Cox, fonctionne sur cette plateforme, porté par Hjalfi.
En novembre 2020, Espressif annonce, la sortie du ESP32-C3, WiFi & BLE, un processeur dans la lignée de l'ESP32, mais compatible broche à broche avec l'ESP8266, et utilisant l'architecture RISC-V 32 bits.

## Programmation

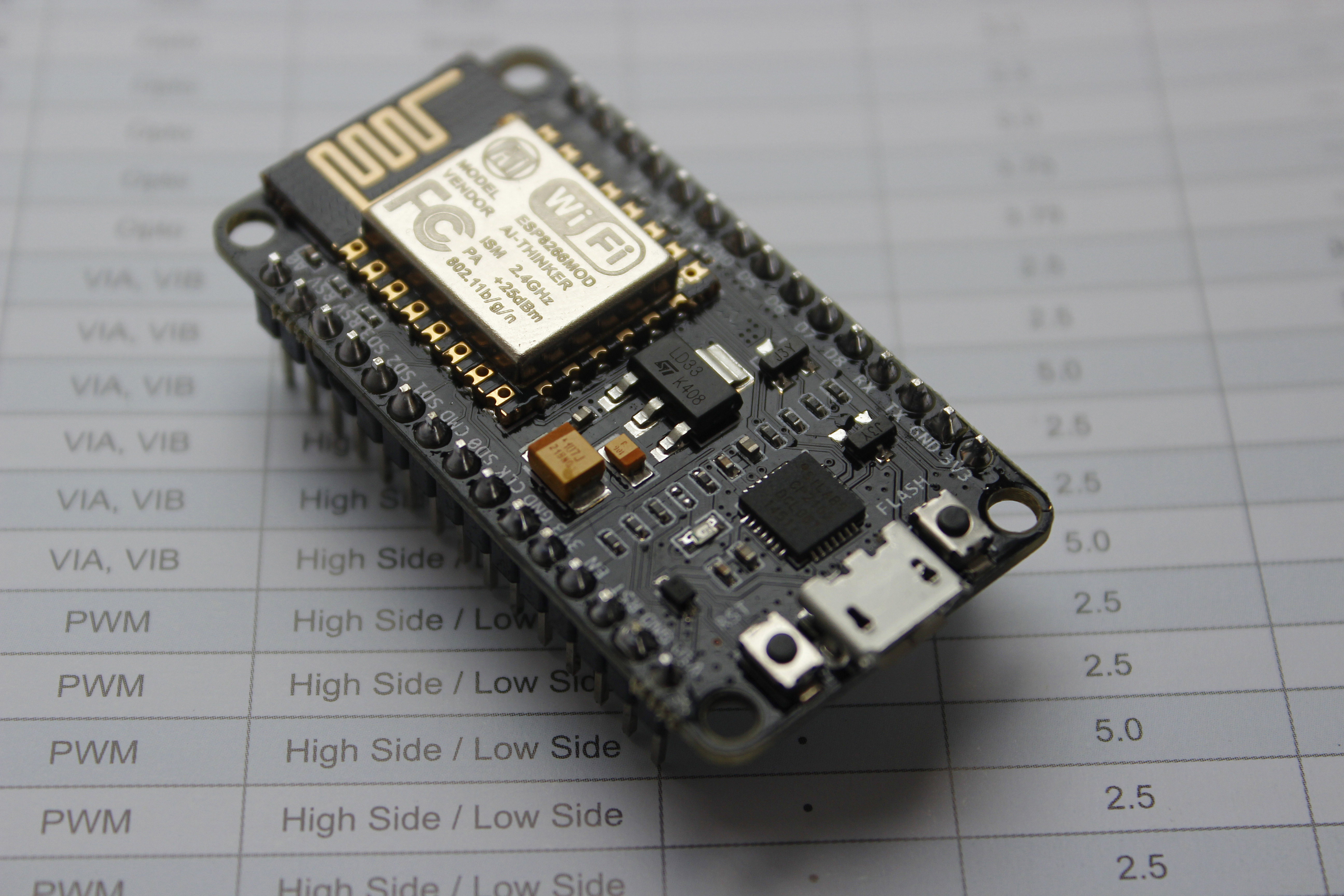
ESP8266 12-E avec chip Silabs CP2102 pour la liaison RS232 via le bus USB

L’ESP8266 peut se programmer de plusieurs façons :
- En Lua, interprétés ou compilés, avec le firmware NodeMCU[6] (langage par défaut) ;
- En C, avec le SDK esp-open-sdk[7] basé sur la chaîne de compilation GCC ou avec le SDK d’Espressif ;
- En C++, avec l’IDE (Environnement de développement) Arduino[8] ;
- En Go, avec le framework Gobot[9] ;
- En JavaScript, avec le firmware Espruino[10] ;
- En MicroBlocks, notamment sur NodeMCU[11] ;
- En MicroPython, avec le firmware MicroPython[12] ou CircuitPython[13].

## Caractéristiques

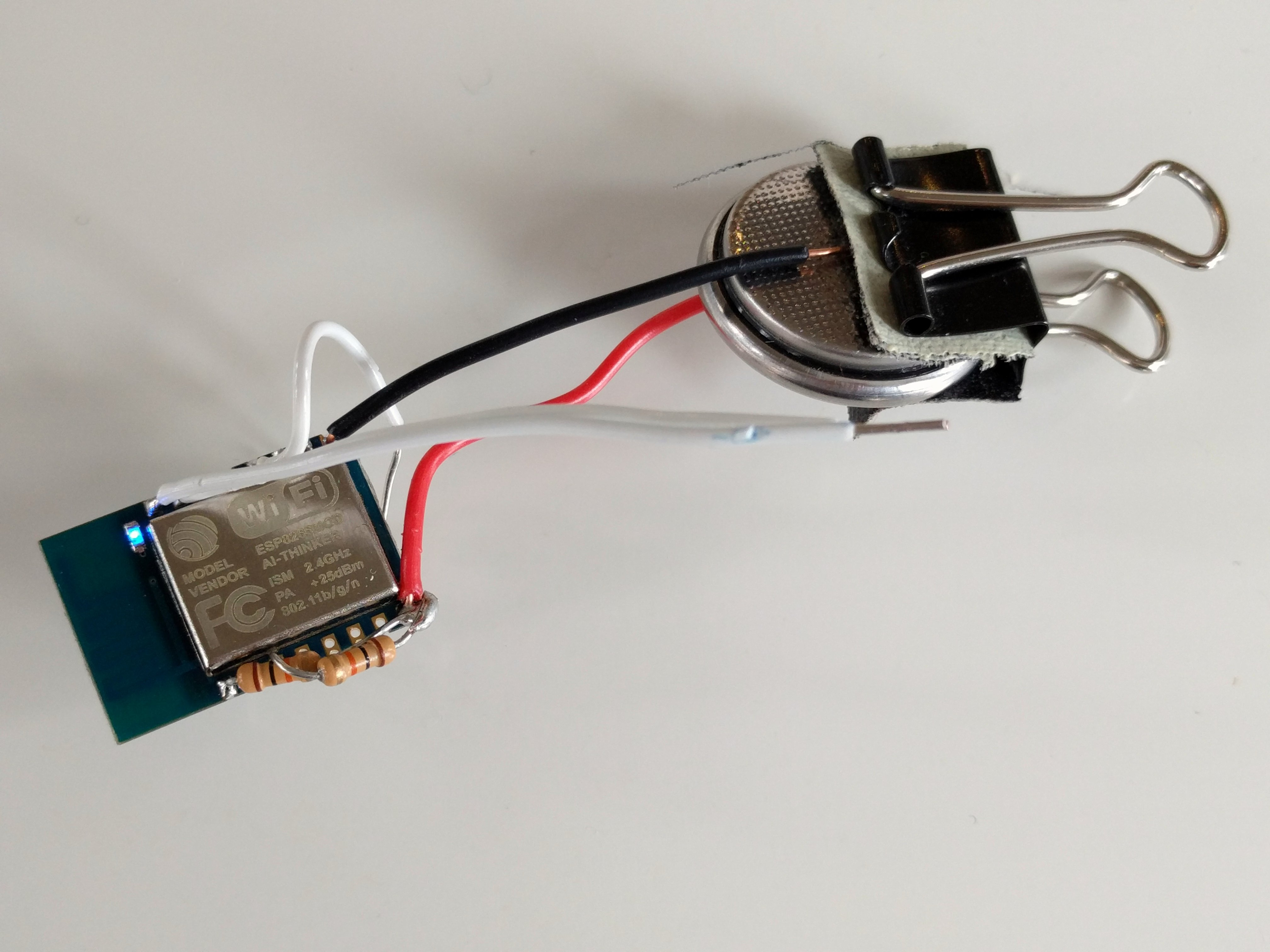
Un module ESP8266 alimenté par une pile bouton.

L’ESP8266 est décliné en plusieurs variantes. Un exemple de caractéristiques est indiqué ci-dessous.
- 32-bit RISC CPU: Tensilica Xtensa LX106, 80 MHz ;
- 64 Kio de RAM instruction, 96 Kio de RAM data ;
- QSPI flash externe - 512 Kio à 4 Mio (supporte jusqu'à 16 Mio) ;
- IEEE 802.11 b/g/n Wi-Fi ;
  - TR switch intégré, balun, LNA, amplificateur de puissance et matching network ;
  - Authentification par WEP ou WPA/WPA2 ou bien réseau ouvert
  - Certaines variantes supportent une antenne externe
- 16 broches GPIO
- Interfaces SPI, I²C ;
- Interface I²S avec DMA (partageant les broches avec les GPIO) ;
- UART sur des broches dédiées, plus un UART dédié aux transmission pouvant être géré par GPIO2 ;
- 1 10-bit ADC

Les variantes ont toutes des spécificités. Certaines auront plus de broches de GPIO accessibles (entre 2 seulement pour l'esp8266 de base, et 11 pour un ESP12), d'autres auront plus de mémoire flash disponible (entre 512K, 1MB or 4MB suivant les versions choisies)